# フランチェスコ・トルド
フランチェスコ・トルド（Francesco Toldo, 1971年12月2日 - ）は、イタリア・パドヴァ出身の元同国代表のサッカー選手（GK）。

## 経歴
1989年にACミランでキャリアをスタート。その後下部クラブを転々とし、1993年にフィオレンティーナへ移籍し正GKとして活躍。同時にイタリア代表にも招集され、1995年10月8日のクロアチア戦で代表デビューを果たす。以来ジャンルイジ・ブッフォンと並ぶゴールキーパーとしてイタリア代表を牽引していたが、UEFA EURO 2004終了後に代表は引退した。
2001年に移籍したインテル・ミラノでも正GKを務めていたが2005-06シーズンより当時監督であったロベルト・マンチーニの方針により、新加入のジュリオ・セザルに正GKの座を譲ったものの、彼の貴重なバックアッパーとしてチームのリーグ5連覇・イタリア史上初の三冠などを支えた。
2010年7月8日、現役引退を表明。セザルに背番号1番を託し20年の選手生活を終えた。

## エピソード
- 2002-03シーズンのイタリアダービーでは1点ビハインドの終了間際に事実上の同点ゴールを決めた。（トルドのシュートが倒れているヴィエリの足に当たって入ったので記録上はヴィエリのゴール。）
- PKをストップすることが多く、EURO2000の準決勝・オランダ戦では試合中に2本のPKをストップし、さらに0-0のまま迎えたPK戦でも2本のPKをストップして勝利の立役者になった。

## 代表歴

### 出場大会
- イタリア代表
  - 1998 FIFAワールドカップ (ベスト8)
  - 2002 FIFAワールドカップ (ベスト16)

### 試合数
- 国際Aマッチ 28試合 0得点（1995年-2004年）[1]

| イタリア代表 | 国際Aマッチ | 国際Aマッチ |
| 年           | 出場        | 得点        |
| ------------ | ----------- | ----------- |
| 1995         | 1           | 0           |
| 1996         | 5           | 0           |
| 1997         | 0           | 0           |
| 1998         | 0           | 0           |
| 1999         | 0           | 0           |
| 2000         | 11          | 0           |
| 2001         | 2           | 0           |
| 2002         | 4           | 0           |
| 2003         | 4           | 0           |
| 2004         | 1           | 0           |
| 通算         | 28          | 0           |

## 獲得タイトル

### クラブ
ヴェローナ
- セリエC1 : 1992-93

フィオレンティーナ
- セリエB : 1993-94
- コッパ・イタリア : 1995-96, 2000-01
- スーペルコッパ・イタリアーナ : 1996

インテル
- セリエA : 2005-06, 2006-07, 2007-08, 2008-09, 2009-10
- コッパ・イタリア : 2004-05, 2005–06, 2009-10
- スーペルコッパ・イタリアーナ : 2005, 2006, 2008
- UEFAチャンピオンズリーグ : 2009-10

### 代表
- UEFA U-21欧州選手権1994 優勝
- EURO2000 準優勝

### 個人
- オスカル・デル・カルチョ : 2000